# Alindria sedilloti
Alindria sedilloti is een keversoort uit de familie schorsknaagkevers (Trogossitidae). De wetenschappelijke naam van de soort werd in 1881 gepubliceerd door Albert Léveillé.